# Чапска, Чеслава
Чеслава (Сесилия) Чапска (пол. Ceclava Czapska; ? — 1970) — самозванка, выдававшая себя за великую княжну Марию Николаевну, «чудом спасшуюся от расстрела». Её внук, Алексис Бримейер, до конца своих дней отстаивал для себя права на русскую императорскую корону.
Год рождения Чеславы Чапской неизвестен, так же, как неизвестно её подлинное происхождение, биография, а возможно, и имя.

## Реальность
Достоверно известно, что 20 января 1919 года в Бухаресте она вышла замуж за князя Николая Долгорукова, причём утверждалось, что на бракосочетании присутствовала румынская королева Мария (так румынский принц Иван Гика 3 марта 1984 года показал под присягой будто слышал от королевы Марии, что та присутствовала при этом бракосочетании). Той же зимой новобрачные получили паспорта на фамилию Ди Фронзо и перебрались в Рим, где Чеслава родила первую дочь — Ольгу-Беату в 1927 году. В том же году Долгорукие перебрались в бельгийское Конго, где три года спустя, в 1930 году на свет появилась вторая дочь — Юлия-Иоланда.
В октябре 1937 года семья вернулась в Рим, где 14 марта 1939 года Николай Долгорукий принял титул украинского царя (Володаря Украины).
После начала Второй мировой войны, Долгорукие сочли за лучшее перебраться в Румынию, затем в Рим, Египет, снова в бельгийское Конго и наконец — в Канны.
Николай Долгорукий скончался 19 января 1970 года. Чеслава умерла 19 декабря того же года от рака кишечника и похоронена на римском кладбище Фламинио. На могильной плите стараниями её внука, Алексиса Бримейера высечено «S.A.I. (Son Altesse Impériale) Maria Nicolaïevna Romanov Dolgorouky 1899—1970» (то есть «Её Императорское Высочество Мария Николаевна Романова-Долгорукая, 1899—1970 г.»

## Притязания
Неизвестно, заявляла ли Чеслава Чапска о своем «царском» происхождении. Сохранившийся рассказ полностью принадлежит её внуку — Алексею Долгорукому (Алексису Бримейеру), авантюристу международного масштаба, среди прочего требовавшего для себя (на правах сына Марии Николаевны) корону Романовых.
Если верить этому рассказу, освобождение императрицы и её дочерей явилось результатом сговора Москвы с зарубежными представительствами, хлопотавшими о судьбе царской семьи.
По словам Алексея Долгорукова, ссылавшегося на рассказ матери, 6 июля 1918 года Николая II тайно вывезли из дома Ипатьева для переговоров с некими представителями московского правительства, специально для того прибывшими в Екатеринбург. Те якобы предложили Николаю покинуть Россию на определённых условиях, причём тот вынужден был согласиться ради спасения семьи.
12 июля Юровский якобы предупредил Николая, что поездка вскоре состоится и попросил изменить внешность. 15 июля Николай II с сыном покинули дом Ипатьева, причём после этого их следы окончательно затерялись. 19 июля императрицу вместе с дочерьми тайно перевели в Пермь.
Мария (то есть Чеслава) вместе с младшей сестрой Анастасией задержалась в этом городе, поселившись в доме Березина, двух старших сестер опять же увезли в неизвестном направлении.
17 сентября Анастасия попыталась бежать, найти её не удалось, и что с ней далее произошло осталось неизвестным.
Председатель Уральского облсовета Белобородов якобы объявил Марии, что её вместе с сестрами отправят в Москву, что и было сделано, причём каждая должна была ехать отдельно от других. Впрочем, с императрицей по её просьбе позволили остаться Татьяне.
18 октября Мария прибыла в Москву, поселившись в доме, где ранее проживал британский консул Роберт Локхарт. Здесь же с ней оставалась Анна Александровна — жена А. В. Луначарского, наркома просвещения. Появившийся тут же нарком иностранных дел Г. В. Чичерин предупредил Марию, что ей предстоит поездка в Киев, где в немецком посольстве ей будут выданы новые документы. Дочь бывшего царя выпускали из страны на условиях, что она до конца жизни будет носить чужую фамилию, забудет о своем происхождении, и отнюдь не будет вмешиваться в политику.
Согласившись на все условия, Мария получила в украинском представительстве паспорт на имя графини Чеславы Чапской и вместе с украинскими репатриантами, выехала в Киев. Интересно, что сохранилось свидетельство бывшего есаула украинской освободительной армии Андрея Швеца, позднее эмигрировавшего в Германию, который заявил 13 марта 1980 года, будто Марию Николаевну во время этого путешествия охраняли его бывшие сослуживцы Александр Новицкий и Георгий Шейка.
В Киеве она свела знакомство с командующим армией гетмана Скоропадского Александром Долгоруким, и какое-то время спустя в сопровождении его сына Николая отправилась в Румынию, где в присутствии королевы Марии и членов её семьи, 20 января 1919 года в Бухаресте, в капелле дворца Котрочени вступила в брак с Николаем Долгоруким.
О судьбе остальных Романовых Алексей Долгорукий сообщал весьма скупо. Так бывшая императрица жила в «некоем монастыре на Подолье» в «братстве украинских василианок», в то время как Татьяна, жившая вместе с Ольгой в г. Львове под видом беженки, состояла с ней в переписке. Позднее императрицу перевезли в Италию опять же, в некий монастырь неподалёку от Флоренции, где та скончалась, потеряв память и окончательно перестав осознавать себя.
Ольга жила где-то в Италии, в крайней бедности, время от времени получая вспомоществование от папы Пия XII. Впрочем, позднее её положение изменилось, принц Ольденбургский, встретившийся со своей «родственницей» и уверившись в её подлинности стал выплачивать ей пенсию, что позволило «Ольге» купить себе виллу у озера Комо, где та мирно дожила свой век, наотрез отказываясь от встреч с журналистами. Как полагают ныне, за Ольгу выдавала себя самозванка Марга Бодтс, с которой Чеслава действительно встречалась (сохранились фотографии, где обе сняты вместе) — при том, что Марга не раз публично заявляла, что кроме неё из Романовых никому не удалось спастись. Что касается Татьяны, Чеслава объявляла ею бывшую танцовщицу из Константинополя Маргариту Линдсей, которую действительно многие считали спасшейся Татьяной, в качестве доказательства приводя то, что у безвестной танцовщицы по приезде в Англию, оказалась солидная сумма денег. В качестве Анастасии выступала, конечно же, Анна Андерсон. О судьбе бывшего царя и цесаревича Чеслава хранила полное молчание, что подвигло часть её сторонников сойтись во мнении, будто оба все же были расстреляны, либо в доме Ипатьева, либо позднее, и в живых решено было оставить лишь императрицу-«немку» и дочерей.